# Яйце птахів
Пташине яйце — це яйцеклітина захищена від зовнішнього впливу різними оболонками чи шкаралупою овальної форми сукупність білка й жовтка, з яких утворюється зародок птахів.

## Загальна інформація

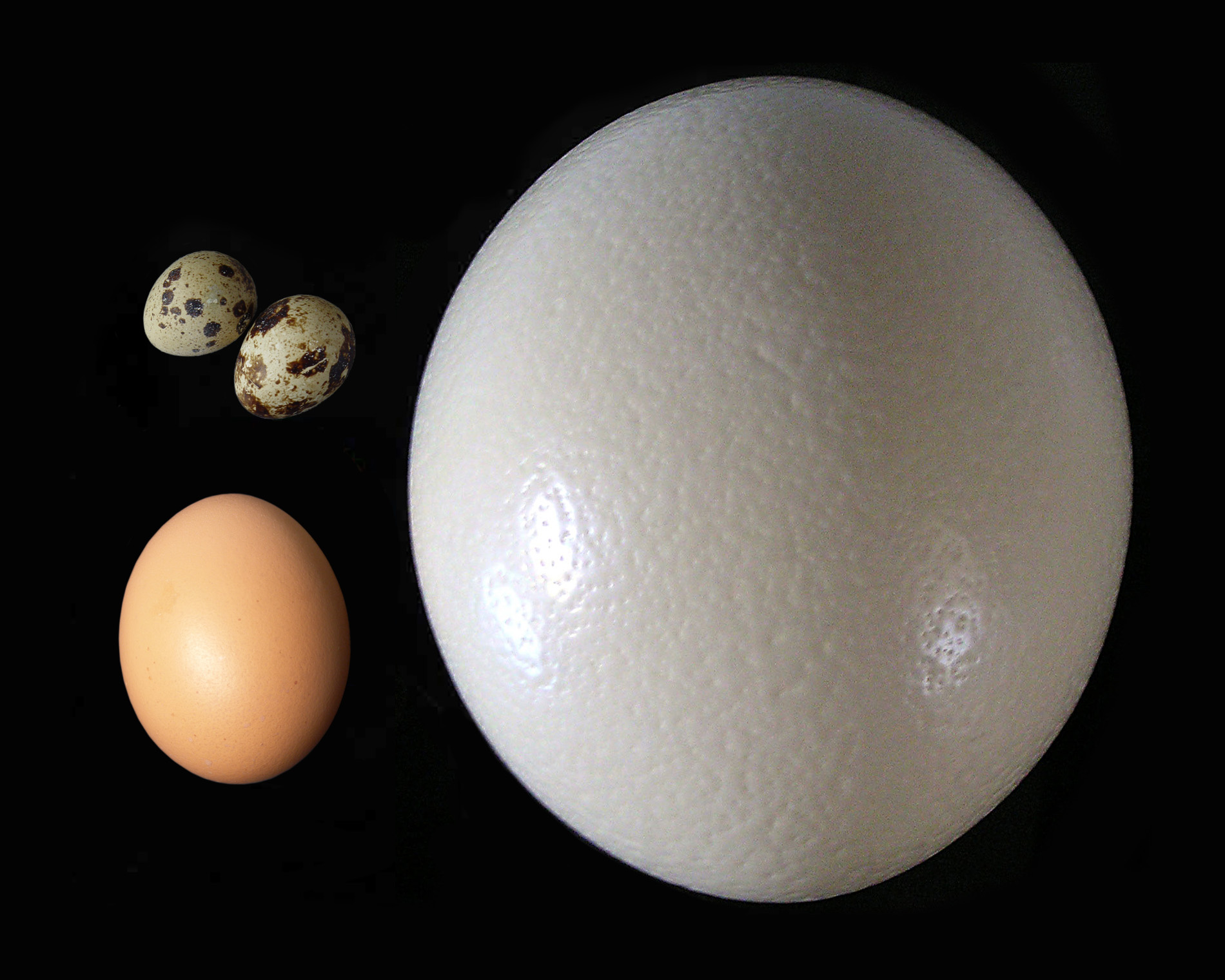
Порівняльні розміри яєць: яйце африканського страуса праворуч, куряче яйце ліворуч внизу, і перепелині яйця ліворуч вгорі

Пташині яйця, як і самі птахи, мають дуже різні розміри. Із сучасних птахів найбільше яйце в африканського страуса. Воно більш ніж у 2000 разів більше за яйце, що належить колібрі-джмелю (Mellisuga helenae)- найменшому з сучасних птахів. Яйця страуса мають довжину в середньому 180 мм і ширину 140 мм, та важать 1,2 кг. Яйця птаха-джмеля 13 мм завдовжки та 8 мм завширшки, і важать пів грама. Вимерлий Слоновий птах із Мадагаскару відкладав яйця, що були в 7 разів більші за яйця африканського страуса. У всіх птахів яйця належать до телолицетального типу (докладніше про це — в статті «Яйце»)

## Компоненти яйця
Жовток

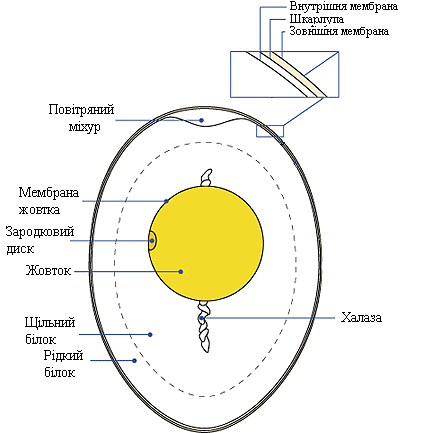
Структура пташиного яйця

слугує запасом енергетично багатих поживних речовин. Залежно від виду птахів, він складається на 21-36 % з жирів та на 16-22 % з білків (все інше — вода). Жовток підтримується приблизно в центрі яйця двома закрученими джгутами, що називаються халази. Завдяки халазам жовток завжди повернутий таким чином, що зародковий диск знаходиться вгорі, що особливо важливо при насиджуванні яєць птахами. При формуванні жовтка в нього додаються імунні антитіла материнського організму — імуноглобуліни, що представлені переважно імуноглобуліном Y (IgY).
Свої власні імуноглобуліни пташеня починає синтезувати через 5-7 днів після виходу з яйця. В ході ембріогенезу зародок поступово обростає та перетравлює жовток, і наприкінці розвитку зародка жовток повністю вміщується в його черевній порожнині. Цим залишковим жовтком, що знаходиться всередині, пташеня продовжує харчуватись ще деякий час після виходу з яйця. Також, в цей час залишковий жовток продовжує постачати імуноглобуліни для імунного захисту організму. У домашньої курки (Gallus domesticus) материнський IgY з залишкового жовтка присутній в організмі курча протягом перших 14 днів життя, а власний IgY починає синтезуватись починаючи з п'ятого дня.
Жовток птахів забарвлений в жовто-помаранчевий колір різної інтенсивності. Інтенсивність забарвлення залежить від кількості каротиноїдів, що знаходяться в жовтку і захищають ембріон від хімічного ураження вільними радикалами, які виробляються під час його метаболізму. Таким чином, жовток виконує також і антиоксидазну функцію.
Кількість жовтка в яйці може бути істотно різною залежно від виду. Так, новозеландські птахи з роду ківі (Apteryx) не тільки відкладають найбільші серед птахів яйця порівняно зі своїм розміром, але й такі, де об'єм жовтка найбільший — понад 50%. У інших видів птахів об'єм жовтка становить від 45-50 % яйця у качок до 15 % у бакланів.
Білок

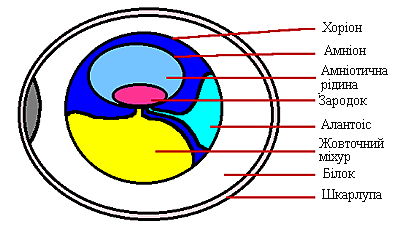
Пташине яйце на початку розвитку зародка

складається з 10 % протеїнів та 90 % води. Він використовується для постачання ембріону вологи, а також виконує роль протиударного захисту та, завдяки великій тепломісткості рідини, з якої складається, запобігає раптовим різким перепадам температури навколо ембріону.
Шкаралупа
виконує функцію зовнішнього захисту ембріона. Вона вміщує тисячі пор, які забезпечують газообмін. Яйця різних видів птахів можуть дуже розрізнятись за такими ознаками як щільність та товщина шкаралупи. Найтонша шкаралупа у яєць, що відкладають чаплі, в той час, як у тропічного птаха Турача (Francolinus francolinus) шкаралупа яєць є найтовщою серед птахів, і становить до 28 % від ваги яйця. Шкаралупа складається з карбонату кальцію СаСО3, який накопичується в організмі самиці птахів протягом всього року, і зберігається, відкладаючись в кістках ніг. У випадку забарвлення шкаралупи вона також виконує функцію камуфляжу.
Шкаралупові оболонки
Зі шкаралупою яйця поєднані дві шкаралупові мембрани, внутрішня та зовнішня. Вони захищають яйце від потрапляння всередину бактерій та запобігають надмірному випаровуванню вологи.

## Зародкові оболонки

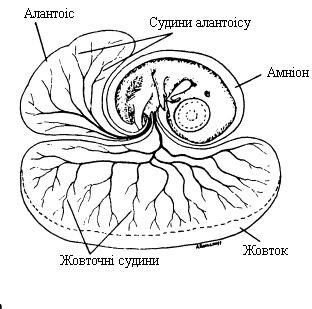
Семиденний курячий ембріон

Всередині яйця знаходяться три зародкові оболонки, що забезпечують життя та розвиток зародка.
Амніон
Безпосередньо оточує ембріон, внутрішній шар клітин амніона продукує амніотичну рідину, в якій плаває зародок. Ця рідина підтримує оптимальний для покровів ембріона склад іонів та захищає його.
Хоріон
Оточує всі ембріональні структури й слугує захисною селективною мембраною, що виконує функції газообміну.
Алантоїс (або алантоїсний міхур)
Росте разом з ембріоном, зростається з хоріоном, утворюючи хоріон-алантоїсну мембрану. Разом з хоріоном забезпечує дихання (обмін кисню та вуглекислоти) та виділення. Алантоїс є вмістом азотистих відходів, що продукують нирки ембріона під час його розвитку (сечова кислота).
Всі перераховані оболонки разом з зародком спочатку займають дуже невеликий об'єм яйця, формуючи зародкову бляшку на поверхні жовтка. В міру розвитку зародок та його зовнішні оболонки ростуть, поступово утилізуючи весь вміст яйця. При виході пташеня з яйця зародкові оболонки відриваються і залишаються в пустій шкаралупі.

## Забарвлення

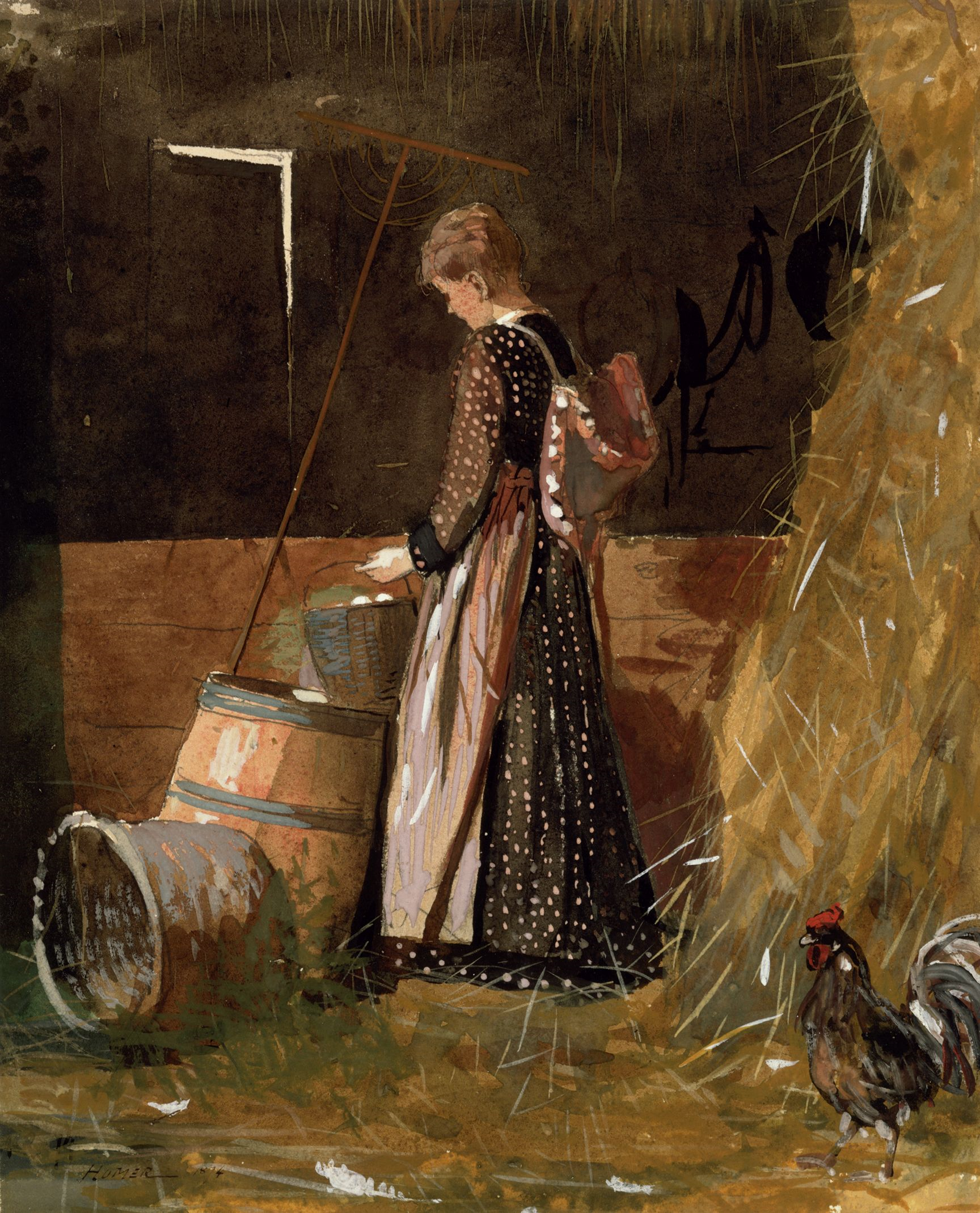
Свіжі яйця. Картина Гомера Вінслова (1874)

Звичайно однотонно-білі яйця несуть птахи, які гніздяться у норах, печерах або дуплах — ластівки берегові, рибалочка, дятли, крутиголовки та інші. Яскраво-білий колір яєць при цьому допомагає птахам легше знаходити їх в затемненому середовищі.
Птахи, які гніздяться на землі або у відкритих гніздах на деревах, частіше за все мають забарвлені яйця (однотонні або плямисті) — такий камуфляж допомагає уникати хижаків. Втім, деякі види, що гніздяться на землі, відкладають білі яйця — але в цьому випадку яйця швидко набувають кольорів навколишнього середовища, вкриваючись плямами від ґрунту та гнилявих рослинних решток у гнізді. У деяких випадках, як, наприклад, у тонкодзьобої кайри (Uria aalge), кожна самиця відкладає яйця іншого забарвлення, що допомагає їм знаходити свою кладку серед тисяч таких самих всередині пташиного базару, на скельних полицях. У іншого виду, індійської жовтосережкової чайки (Vanellus malabaricus) яйця мають різне забарвлення залежно від субстрату, на якому він гніздиться.

## Форма
Основні форми яєць можуть бути такими: кулеподібні, як у дятлів та сов; звужені з одного кінця — у деяких птахів це є способом компактного розміщення яєць в гнізді вузькими кінцями всередину, що дає можливість невеликому птаху одночасно і рівномірно обігрівати всі яйця (наприклад, сивки), а в інших птахів така форма яєць є захистом від скочування зі скельних полиць (кайри); видовжені вузькі яйця характерні для птахів з вузьким тазом, що відкладають яйця відносно великого об'єму — це є анатомічним пристосуванням; і, нарешті, звичайні яйця овальної форми, наприклад курячі.

## Дослідження яєць птахів
Наука, що вивчає пташині яйця, називається оологія.

## Виноски
1. ↑  Великий тлумачний словник української мови, Київ, 2005